# Rufus Wainwright
Rufus McGarrigle Wainwright (Rhinebeck, 22 luglio 1973) è un cantautore statunitense naturalizzato canadese.

## Biografia
Nato a Rhinebeck, nello stato di New York, Wainwright è figlio dei cantanti folk Loudon Wainwright III e Kate McGarrigle (divorziarono quando era ancora bambino). Sua sorella è la cantante Martha Wainwright. Da parte del padre ha anche due sorellastre, avute dal matrimonio tra il padre e la cantante Suzzy Roche è nata la cantante Lucy Wainwright Roche, mentre con l'attrice Ritamarie Kelly è nata Alexandra Kelly Wainwright. Spesso l'intera famiglia si è esibita assieme.
Ha cominciato a suonare il pianoforte all'età di sei anni e a tredici era in tour con la sorella Martha, la madre Kate, e la zia Anna, con il nome "McGarrigle Sisters and Family" (le sorelle McGarrigle e famiglia).
La sua canzone I'm Running, che cantò per il film Tommy Tricker and the Stamp Traveller, in cui recitava in una piccola parte, è stata nominata per il Genie Awards per la migliore canzone originale facendogli guadagnare anche una nomination per il Juno Award, nel 1990, come vocalist maschile più promettente.
Ha vissuto a Montréal con la madre per la maggior parte dell'infanzia frequentando per un breve periodo la McGill University, dove ha studiato pianoforte classico, pur rimanendo appassionato alla musica rock. Alcune delle sue canzoni mostrano la sua abilità nella lingua francese. Wainwright ha ancora residenza canadese.
Wainwright si è interessato all'opera lirica fin dall'adolescenza (la sua canzone Barcelona contiene parole di Francesco Maria Piave). Inoltre è divenuto un appassionato fan di Édith Piaf, Al Jolson e Judy Garland.

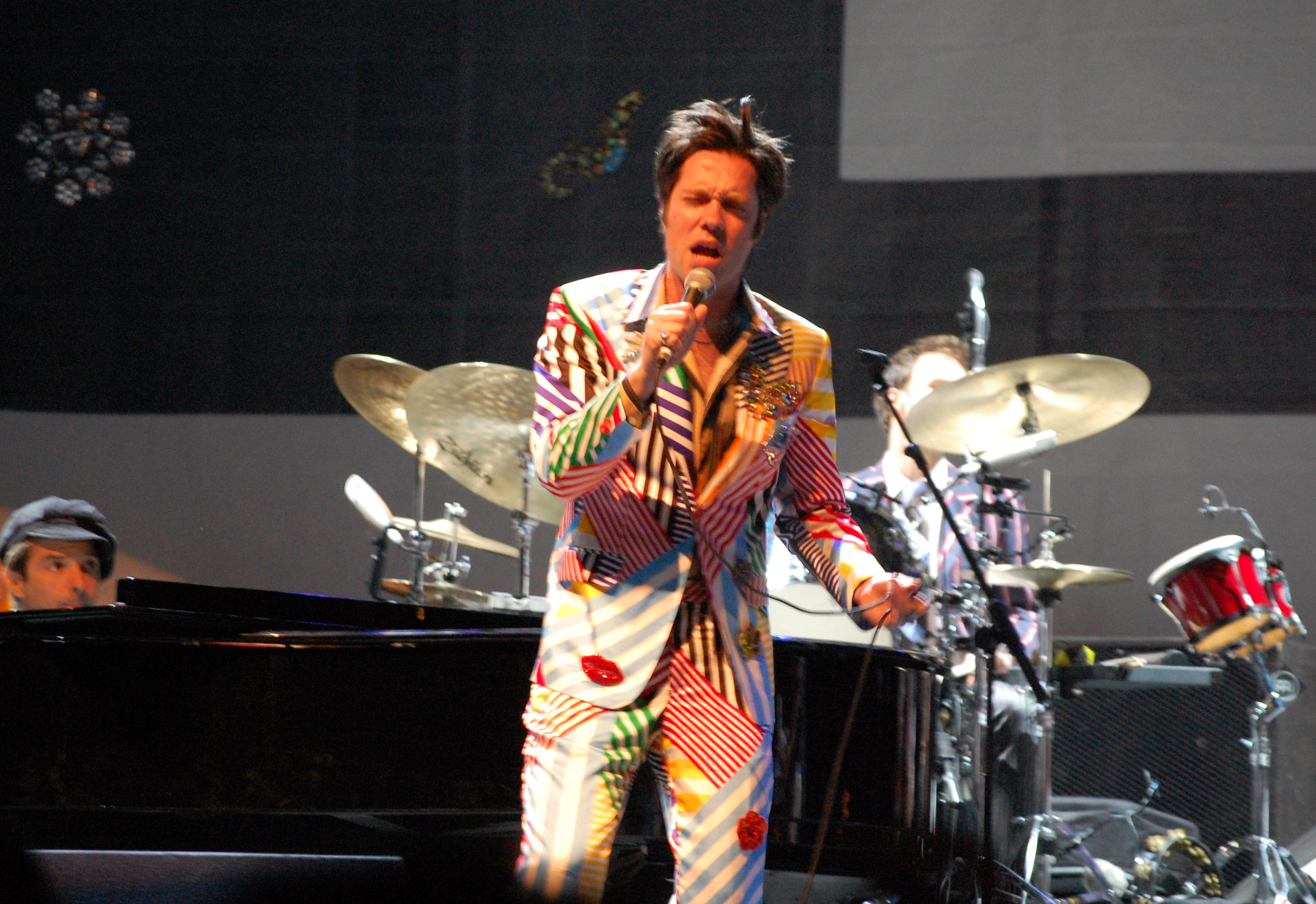
Rufus Wainwright in concerto, nel 2007

Dopo essere diventato famoso nei club di Montréal, Wainwright ha preparato una serie di demo, una delle quali è pervenuta all'executive della DreamWorks Lenny Waronker. La casa discografica lo ha quindi scritturato pubblicando l'album Rufus Wainwright nella primavera del 1998. L'album ha avuto successo di critica in Canada ed è stato riconosciuto dalla rivista Rolling Stone come uno dei migliori album dell'anno. Il secondo album, Poses, ha poi ricevuto un'accoglienza analoga.
Nella colonna sonora del film d'animazione Shrek, realizzato proprio dalla DreamWorks nel 2001, è stata inserita una sua versione della canzone Hallelujah di Leonard Cohen, già cantata da Jeff Buckley e John Cale.
La prima esposizione al pubblico statunitense per Wainwright è arrivata come numero di apertura per i concerti di Tori Amos nel 2001 e 2002. Il successo ottenuto dalla sua performance gli ha consentito di avviare un proprio tour. Contestualmente, ha accompagnato in tournée Sting portando con sé la sorella Martha Wainwright (essa stessa artista emergente) come corista.
Nonostante il suo status di cult e l'ottima critica, finora ha ottenuto un successo commerciale marginale negli Stati Uniti.
Nel 2002 insieme ad altri artisti firma la colonna sonora del film "Mi chiamo Sam" diretto da Jessie Nelson ed interpretato da Sean Penn e Michelle Pfeiffer, con una cover di "Across the Universe" dei Beatles.
Oltre ad essere un pianista, è anche un chitarrista, e spesso usa entrambi gli strumenti nelle esibizioni dal vivo; tuttavia il pianoforte rimane il suo vero talento. Nonostante molte delle sue canzoni più emozionanti hanno Wainwright da solo con il suo pianoforte, molte delle sue canzoni vantano arrangiamenti complessi e armonie con centinaia di parti individuali. Wainwright è un appassionato di opera, e ciò è evidente nelle sue influenze, oltre al suo amore per i Lieder di Schubert; la sua musica è stata chiamata "Popera" o "Baroque pop" (ovvero riconducibile al sottogenere del cosiddetto crossover classico). I suoi testi sono pieni di allusioni all'opera, alla letteratura, alla cultura pop, e, recentemente, alla politica (in canzoni come "Gay Messiah" o "Waiting for a Dream").
Il suo talento è stato riconosciuto ampiamente da artisti come Elton John, che lo ha voluto nel suo album Songs from the West Coast del 2001, Morrissey, John Mayer, e Sting, e continua a influenzare artisti come Keane, Alanis Morissette, Scissor Sisters, e Ben Folds.
Il 16 novembre 2004 è stato pubblicato dalla DreamWorks Want Two, successore dell'album del 2003 Want One (contenente la canzone Natasha, inserita in un episodio della serie televisiva Nip/Tuck). Un DVD intitolato All I Want, contenente un documentario biografico, video musicali, e esibizioni live, è stato pubblicato nel 2005. Il 2005 è degno di menzione anche per due contributi importanti come cantante nell'album degli Antony and the Johnsons I Am a Bird Now e At This Time di Burt Bacharach.
Oltre Tommy Tricker and the Stamp Traveller, Wainwright è apparso nei film The Aviator e Heights. Inoltre canta nei film Brokeback Mountain con le canzoni "The Maker Makes" e "King of the Road".
Il 15 maggio 2007, la casa discografica Geffen ha pubblicato il suo quinto CD: Release the Stars. L'album vanta una prestigiosa collaborazione con Neil Tennant come produttore. Il 4 dicembre 2007 è stato pubblicato il disco Rufus Does Judy at Carnegie Hall e il DVD Rufus! Rufus! Rufus! Does Judy! Judy! Judy! Live At The London Palladium.
Il 19 febbraio 2014 è ospite al Festival di Sanremo (suscitando polemiche da parte dei papaboys per l'accusa di blasfemia dovuta alle sue canzoni e al suo stile di vita). Con lui ha lavorato Victor Indrizzo, noto per le collaborazioni con Juanes, Daniel Powter, Melissa Etheridge, Alanis Morissette, Willie Nelson, Francesca Michielin, Alessandra Amoroso, Shakira, Seal, Elisa, Macy Gray, Chris Cornell.

## Vita privata
Nell'agosto 2012 sposa a New York il compagno e artista Jörn Weisbrodt. La coppia ha una figlia, Viva Katherine Wainwright Cohen, nata il 2 febbraio 2011, che Rufus ha avuto assieme all'amica d'infanzia Lorca Cohen, figlia di Leonard Cohen. 
Al matrimonio di Rufus e Jörn hanno preso parte come invitati, tra gli altri, gli amici Alan Cumming, Julianne Moore, Yōko Ono, Sean Lennon, Antony Hegarty, Lou Reed e Carrie Fisher.

## Temi
La musica di Wainwright contiene diversi temi ricorrenti, da storie personali sull'essere gay e single (Oh What a World) a dichiarazioni sulla decadenza della California (California). Inoltre parla di New York in molte canzoni. Uno dei temi principali, infine, è l'edonismo; ad esempio, nella canzone Cigarettes and Chocolate Milk.

## Discografia

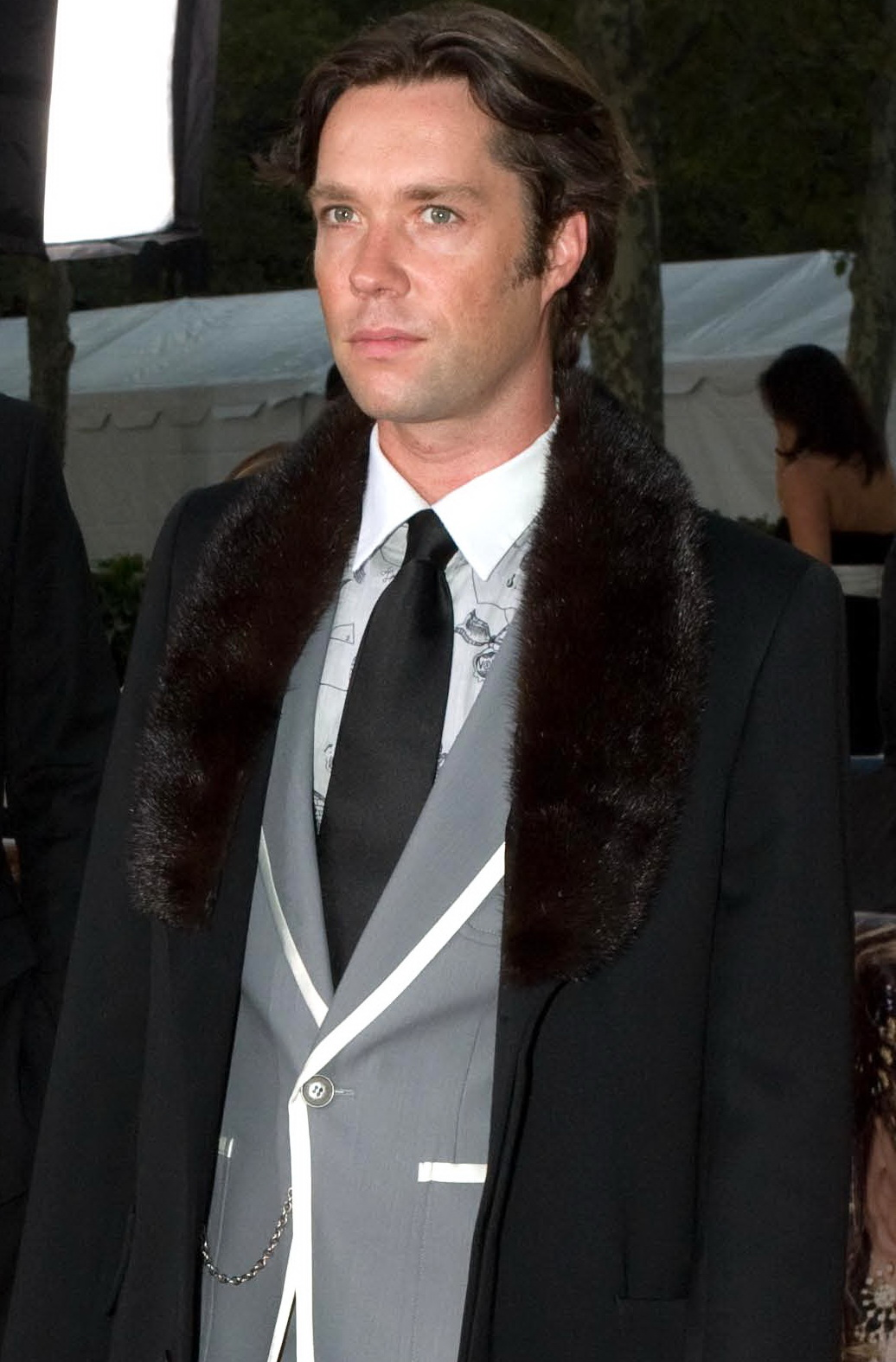
Rufus Wainwright nel 2008

### Album in studio
- 1998 - Rufus Wainwright (DreamWorks)
- 2001 - Poses (DreamWorks)
- 2003 - Want One (DreamWorks)
- 2004 - Want Two (DreamWorks/Geffen)
- 2007 - Release the Stars (Geffen)
- 2010 - All Days Are Nights: Songs for Lulu (Decca Records)
- 2012 - Out of the Game (Decca Records)
- 2015 - Prima Donna (Deutsche Grammophon)
- 2016 - Take All My Loves: 9 Shakespeare Sonnets (Deutsche Grammophon)
- 2020 - Unfollow the Rules
- 2023 - Folkocracy

### Album dal vivo
- 2007 - Rufus Does Judy at Carnegie Hall (Geffen)
- 2009 - Milwaukee at Last!!! (Decca Records)
- 2014 - Rufus Wainwright: Live from the Artists Den (Artists Den/Universal Music)

### Raccolte
- 2005 - Want (DreamWorks/Geffen) — ristampa di Want One e Want Two in un unico album con due bonus track
- 2011 - House of Rufus — raccolta composta da 6 album studio, 2 album live, 4 album di inediti e 6 DVD
- 2014 - Vibrate: The Best of Rufus Wainwright —  CD, anche in edizione deluxe

### EP
- 1998 - Live On KCRW (DreamWorks) — promo, 6 tracce
- 2004 - Waiting for a Want (DreamWorks) — solo su iTunes, 4 tracce
- 2005 - Alright, Already: Live in Montréal (DreamWorks) — solo su iTunes, 6 tracce
- 2007 - Tiergarten (Geffen) — contenente un solo brano, disponibile in formato digitale e in vinile in edizione limitata (500 copie)

### DVD
- 2004 - Live at the Fillmore
- 2005 - All I Want
- 2007 - Rufus! Rufus! Rufus! Does Judy! Judy! Judy!: Live from the London Palladium
- 2009 - Milwaukee at Last!!!

## Premi e candidature
- 1989 - Vincitore per la Miglior Canzone Originale: "I'm A Runnin'"
- 1990 - Nomination, Voce Maschile più Promettente dell'Anno
- 1999 - Premiato, Miglior Album Alternativo con Rufus Wainwright
- 2000 - Nomination, Miglior Autore per "Poses," "Cigarettes and Chocolate Milk," e "Grey Gardens"
- 2002 - Premiato, Miglior Album Alternativo con Poses

### Altri
- 1999 - vincitore per Album Musicale Emergente ai GLAAD Media Awards
- 2004 - Nomination, Shortlist Music Prize